# Кранц, Вальтер
Вальтер Кранц (23 ноября 1884 г., Георгсмариенхютте — 18 сентября 1960 г. Бонн) — немецкий филолог-классик, историк философии.

## Биография
Изучал классическую филологию в Берлинском Университете с 1903 по 1907 год у Ульриха фон Виламовица-Мёллендорфа, Германа Дильса и Эдуарда Нордена. Получил докторскую степень в 1910 году у Виламовица-Меллендорфа. Несколько лет был учителем в знаменитой экспериментальной Грюневальдской гимназии в Берлине.
В 1932 году поступил в Университет Галле в качестве почетного профессора классических языков.
После прихода к власти нацистов имел проблемы с властями, из-за жены-еврейки. Он был переведен в 1935 году в среднюю школу, а в 1937 году был лишён лицензии на преподавание.
В 1943 году он принял приглашение от Стамбульского Университета и преподавал там до 1950 года.
С 1950 по 1955 год он служил в качестве почетного профессора древней истории в Боннском Университете. Скончался в Бонне в 1960 году.

## Основные научные достижения
Был учеником и ближайшим помощником Германа Дильса. После смерти учителя взял на себя издание дильсовских Фрагментов досократиков с 5-го издания и далее.
Автор классического исследования формы и содержания греческой трагедии «Стасим» (1933).